# 1805
1805 (MDCCCV) a fost un an obișnuit al calendarului gregorian, care a început într-o zi de marți.

## Evenimente

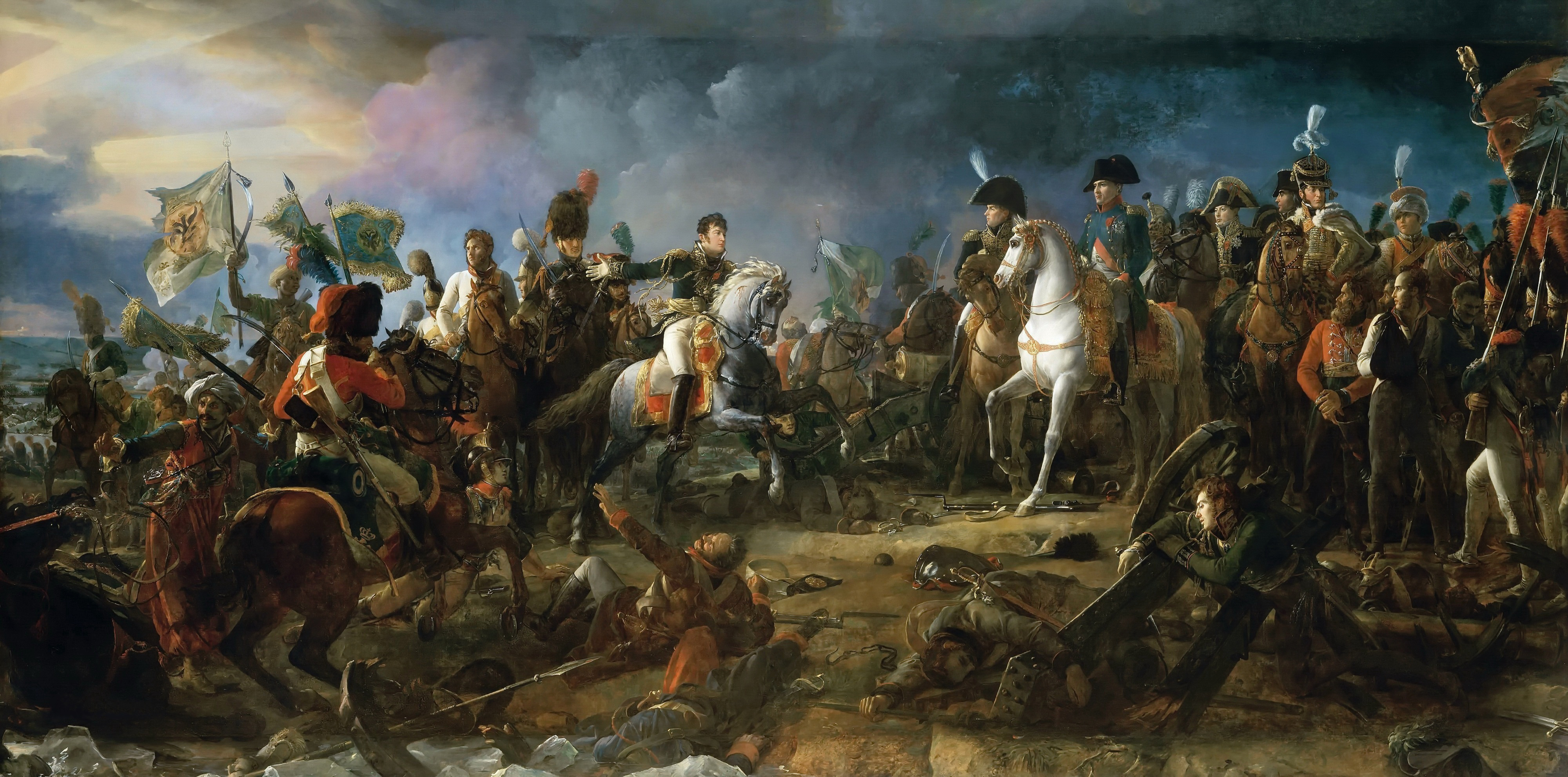
2 decembrie: Bătălia de la Austerlitz.

### Ianuarie
- 4 ianuarie: Convenție navală între Franța și Spania.

### Martie
- 4 martie: Thomas Jefferson depune jurământul pentru al doilea mandat ca președinte al Statelor Unite ale Americii

### Mai
- 26 mai: Napoleon Bonaparte este încoronat rege al Italiei.

### Iunie
- 1 iunie: Luigi Boccherini este înmormântat în Italia după ce este găsit mort la 28 mai.

### August
- 24 august: Napoleon abandonează ideea de a invada Marea Britanie și se întoarce împotriva coaliției austro-ruse.

### Septembrie
- 10 septembrie: Regele Neapolelui refugiat în Sicilia aderă la coaliția împotriva Franței.
- 25 septembrie-20 octombrie: Bătălia de la Ulm, în Bavaria. Victorie importantă a Franței napoleoniene împotriva Austriei.

### Octombrie
- 21 octombrie: Bătălia de la Trafalgar, în care flota britanică a obținut o strălucită victorie împotriva forțelor navale franco-spaniole; moartea amiralului Horatio Nelson.
- 25 octombrie: Întâlnire la Berlin între Țarul Alexandru I al Rusiei și Frederic al III-lea al Prusiei.
- 30 octombrie: Bătălia de la Caldiero: Victorie franceză în fața trupelor austriece.

### Noiembrie
- 3 noiembrie: Bătălia de la Capul Ortegal: Victorie britanică în fața trupelor franceze.
- 5 noiembrie: Bătălia de la Amstetten: Victorie franceză în fața coaliției austro-ruse.
- 5 noiembrie: Napoleon ocupă Viena.

### Decembrie
- 2 decembrie: Bătălia de la Austerlitz: Trupele franceze sub conducerea lui Napoleon înving decisiv coaliția austro-rusă.
- 26 decembrie: Pacea de la Pressburg. Document semnat între Franța și Austria.

### Nedatate
- Napoleon anulează săptămâna de 10 zile a calendarului republican francez; de asemenea, ordonă vaccinarea soldaților.
- Suedia declară război Franței.

## Arte, știință, literatură și filosofie
- La Viena are loc premiera operei Fidelio a lui Ludwig van Beethoven

## Nașteri
- 21 februarie: Timotei Cipariu, cleric și cărturar român (d. 1887)
- 5 martie: Théodore Labarre, compozitor și harpist francez (d. 1870)
- 2 aprilie: Hans Christian Andersen, scriitor danez (d. 1875)
- 20 aprilie: Franz Xaver Winterhalter, pictor german (d. 1873)
- 12 iulie: Florian Aaron, istoric român (d. 1887)
- 29 iulie: Alexis de Tocqueville, istoric francez (d. 1859)
- 15 octombrie: Haceatur Abovian, scriitor, pedagog și etnograf armean (d. 1848)
- 28 decembrie: Eftimie Murgu, filisof și om politic român (d. 1870)

## Decese
- 11 februarie: Regina Jeongsun, regina consoartă a regelui Yeongjo de Joseon (n. 1745)
- 25 februarie: Frederika Louisa de Hesse-Darmstadt, 53 ani, a doua soție a regelui Frederic Wilhelm al II-lea al Prusiei (n. 1751)
- 7 mai: William Petty, politician britanic, prim-ministru (1782-1783), (n. 1737)
- 9 mai: Friedrich Schiller, poet și dramaturg german (n. 1759)
- 28 mai: Luigi Boccherini (n. Luigi Rodolfo Boccherini), 62 ani, compozitor italian (n. 1743)
- 21 octombrie: Horatio Nelson, 47 ani, amiral britanic (n. 1758)

### Galeria celor decedați

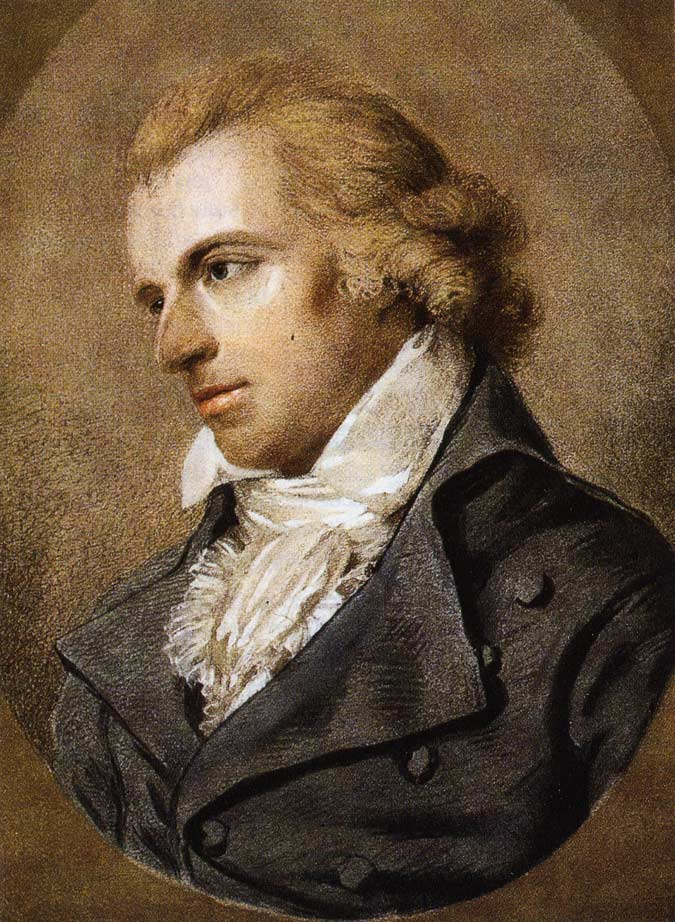
9 mai: Friedrich Schiller, poet și dramaturg german
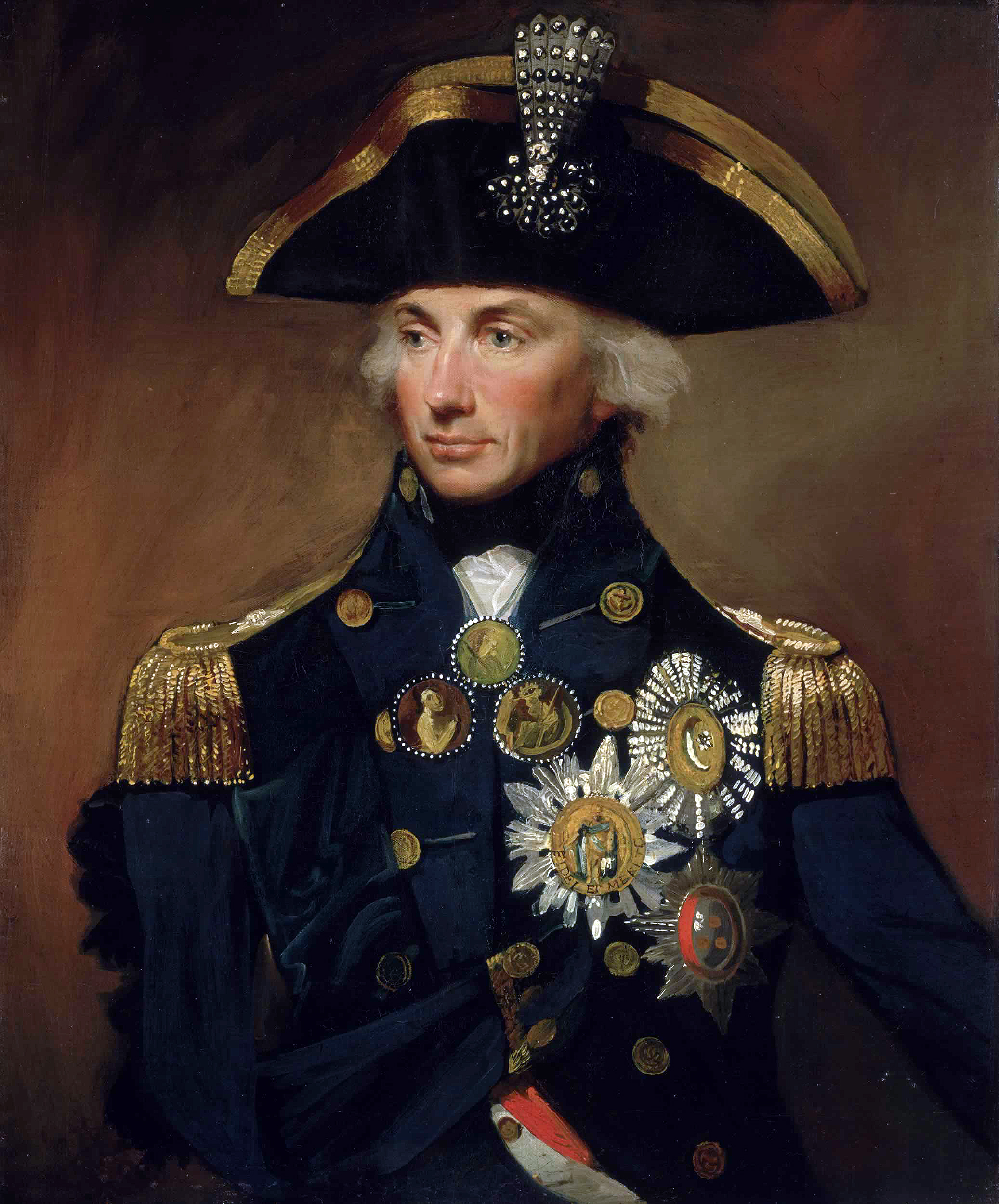
21 octombrie: Horatio Nelson, amiral britanic